# Rhodometra desertorum
Rhodometra desertorum là một loài bướm đêm trong họ Geometridae.